# Рейхсканцлер
Рейхска́нцлер, Импе́рский ка́нцлер, или Госуда́рственный ка́нцлер (нем. Reichskanzler) — должность главы исполнительной власти в Германской империи, а затем главы правительства Германии периода Веймарской республики и нацистской Германии, действовавшая, в общей сложности, с 1871 года по 1945 год, а также название лица, её занимающего.

## История

### Предшествующая должность — союзный канцлер
Прямым предшественником рейхсканцлеров был союзный канцлер (бундесканцлер, нем. Bundeskanzler) Северогерманского союза — должность, которая задумывалась, по сути, лишь для организации работы союзного совета (бундесрата, нем. Bundesrat) и должна была выполняться чиновником, состоявшим в штате министерства иностранных дел Пруссии. Однако в окончательный текст конституции союза вошла поправка председателя Национал-либеральной партии Беннигсена, по которой бундесканцлер наделялся ответственностью за подписываемые им постановления президента союза и принимал, таким образом, на себя обязанности исполнительной власти в роли главного министра (нем. Leitender Minister). Поэтому Бисмарк, инициатор принятия конституции, первоначально не планировавший становиться канцлером, с 14 июля 1867 года вступил ещё и в эту должность, параллельно сохранив за собою посты министра-президента и министра иностранных дел Пруссии.

### Создание Германской империи
Успехи Северогерманского союза во Франко-прусской войне подтолкнули южногерманские государства (великие герцогства Баден и Гессен, королевства Бавария и Вюртемберг) в ноябре 1870 года к вступлению в союз. Согласно договору с Баденом и Гессеном Северогерманский союз переименовывался в Германский (нем. Deutscher Bund), а новое государственное образование получило новую по названию конституцию, положения которой, касающиеся союзного канцлера, никак не изменились. С провозглашением Германской империи и вступлением в силу 4 мая 1871 года её конституции бундесканцлер стал именоваться «имперским канцлером» («рейхсканцлером», нем. Reichskanzler), обязанности которого продолжил исполнять Бисмарк.

## Должность рейхсканцлера в кайзеровской Германии

### Назначение и увольнение
Рейхсканцлер назначался и увольнялся императором перед которым же и нёс ответственность, но при этом был подотчётен бундесрату и рейхстагом

### Полномочия
Рейхсканцлер осуществлял руководство имперскими ведомствами и являлся председателем бундесрата.

## Должность рейхсканцлера в Веймарской республике

### Полномочия
Рейхсканцлер вёл заседания имперского правительства и определял основные направления политики. В целом, по сравнению с периодом кайзеровской Германии позиции рейхсканцлера были заметно ослаблены.

### Назначение
Назначался рейхспрезидентом при наличии доверия со стороны рейхстага. 

### Политическая ответственность
Выражение недоверие рейхстагом рейхсканцлеру по инициативе отдельных депутатов или отказ в доверии рейхсканцлеру влекло за собой отставку имперского правительства. За неполные 14 лет в Веймарской республике сменилось 12 канцлеров (во Франции в тот же период председатель совета министров менялся 18 раз).

## Должность рейхсканцлера в нацистской Германии
Сразу после смерти рейхспрезидента Гинденбурга Гитлер, ставший рейхсканцлером в 1933 году, объединил в своём лице посты президента и канцлера, отныне официально называясь «фюрером и рейхсканцлером». К этому времени по «Закону о защите народа и рейха» кабинет министров получил практически неограниченные полномочия в сфере исполнительной власти, а также право издавать законы в обход рейхстага, который постепенно превратился в орган для «выражения всеобщего одобрения». А поскольку по принятым в начале 1934 года законам уже был полностью упразднён рейхсрат, то в руках Гитлера теперь сосредоточилась вся государственная власть в стране, и должность рейхсканцлера, которую он сохранил за собою до своей смерти, наполнилась совершенно иным содержанием, чем это было прописано в формально продолжавшей действовать конституции.

## Упразднение должности рейхсканцлера
В ночь на 30 апреля 1945 года, окончательно оставив надежды переломить исход Второй мировой войны в пользу нацистской Германии и прежде чем покончить с собою, в своём политическом завещании Гитлер передал всю власть новому руководству страны во главе с назначенными им рейхспрезидентом Дёницем и рейхсканцлером Геббельсом. Однако пробыв на этом посту всего два дня и предприняв неудачную попытку договориться о прекращении огня с наступавшими войсками Красной армии, Геббельс также совершил самоубийство, оставшись тем самым последним рейхсканцлером Германии, официально именно так именовавшимся. Главой правительства Дёница в должности «Главного министра» (нем. Leitender Minister) стал министр финансов фон Крозиг, однако этот кабинет, не имевший, по сути, никаких полномочий, просуществовал менее месяца до своего ареста 23 мая 1945 года, считающегося последним днём нацистской Германии и должности имперского канцлера.
Спустя четыре года должность канцлера как главы правительства Германии была введена снова, причем отныне используется уже употреблявшееся название «бундесканцлер» (или «федеральный канцлер»).